# Papa Innocenzo I
Innocenzo I (Albano Laziale, ... – Roma, 12 marzo 417) è stato il 40º vescovo di Roma e papa della Chiesa cattolica, che lo venera come santo. Fu papa dal 21 dicembre 401 al 12 marzo 417.
Governò la chiesa in un periodo particolarmente difficile per Roma, che subì l'assedio e il saccheggio da parte di Alarico I re dei Visigoti (24 agosto 410).

## Biografia
Prima dell'elevazione alla cattedra di Pietro, molto poco si sa sulla sua vita. Secondo il Liber pontificalis era originario di Albano Laziale e suo padre si chiamava Innocenzo, mentre secondo il contemporaneo Girolamo, suo padre fu papa Anastasio I, quindi sarebbe della nobile famiglia De Massimi (sarebbe nato prima che il padre fosse consacrato). Crebbe fra il clero al servizio della Chiesa. Dopo la morte di Anastasio (dicembre 401) fu unanimemente scelto quale vescovo di Roma dal clero e dal popolo.

### Dottrina e opere
Non si sa molto sulle sue attività ecclesiastiche a Roma.
Recuperò diverse chiese di Roma dai Novazianisti (Socrate Scolastico, Historia Ecclesiastica, VII, II), e fece bandire dalla città il fotiniano Marco. Un drastico editto che l'imperatore Onorio promulgò da Roma (22 febbraio 407) contro i Manichei, i Montanisti e i Priscillianisti (Codex Theodosianus, XVI, 5, 40), fu molto probabilmente concordato con lui.
Grazie alla munificenza di Vestina, una ricca matrona romana, Innocenzo fu in grado di far costruire e riccamente abbellire una chiesa dedicata ai Santi Gervasio e Protasio (il vecchio Titulus Vestinae) che tuttora esiste, dedicata a San Vitale.
Riguardo alla disciplina ecclesiastica, Innocenzo affermò con forza il principio in base al quale tutte le Chiese devono uniformarsi alla dottrina ed alle tradizioni della Chiesa di Roma. I suoi interventi dottrinali riguardarono in particolare la liturgia e i sacramenti e non perse, inoltre, alcuna opportunità per mantenere ed estendere l'autorità della sede romana quale ultima istanza presso la quale appianare tutte le dispute. Fin dall'inizio del suo pontificato, infatti, Innocenzo si comportò come capo dell'intera Chiesa, sia occidentale che orientale.

### Le lettere
La sua sollecitudine verso tutte le Chiese è testimoniata dalle numerose epistole inviate ai vari vescovi. Trentasei di queste formano il primo nucleo delle collezioni canoniche, o lettere encicliche, che sono parte integrante del magistero ordinario dei pontefici.
Nella lettera con la quale lo informava della sua elezione alla sede di Roma, confermò all'arcivescovo Anisio di Tessalonica i privilegi che gli erano stati concessi già dai papi precedenti. Quando infatti l'Illiria Orientale fu inclusa nell'Impero romano d'Oriente (379), papa Damaso I aveva mantenuto gli antichi privilegi del papato su quelle terre, ed il suo successore Siricio aveva concesso all'arcivescovo di Tessalonica il diritto di consacrare i vescovi di quel Paese. Queste prerogative furono dunque confermate da Innocenzo (Ep. I) che, in una lettera successiva (Ep. XIII, 17 giugno 412), affidò l'amministrazione suprema delle diocesi dell'Illiria Orientale all'arcivescovo Rufo di Tessalonica, quale rappresentante della Chiesa di Roma. Da quest'ultima lettera deriva l'istituzione del vicariato papale di Illiria, con gli arcivescovi di Tessalonica considerati vicari dei papi.
Il 15 febbraio 404 Innocenzo inviò un'importante comunicazione a Vittrizio, vescovo di Rouen (Ep. II), che aveva posto alla sua attenzione una serie di questioni disciplinari. I punti controversi riguardavano la consacrazione dei vescovi, l'ammissione nelle file del clero e le ordinazioni, le dispute tra chierici, i casi in cui le questioni importanti (causae majores) sarebbero dovute passare dal tribunale episcopale alla Diocesi di Roma, il celibato, il ricevimento dei Novazianisti o dei Donatisti convertiti nella Chiesa, i monaci e le monache. In generale, il papa indicò la disciplina della Chiesa romana quale norma da seguire per tutti gli altri vescovi di tutte le diocesi. Inviò quindi una comunicazione simile anche ai vescovi spagnoli (Ep. III), tra i quali erano sorte delle difficoltà, specialmente riguardo ai vescovi Priscillianisti. Innocenzo regolò questa questione e, nello stesso tempo, risolse altri problemi di disciplina ecclesiastica.
Lettere di contenuto simile, di argomento disciplinare, o contenenti decisioni su casi importanti, furono inviate ad Esuperio vescovo di Tolosa (Ep. VI), ai vescovi di Macedonia (Ep. XVII), a Decenzio, vescovo di Gubbio (Ep. XXV) e a Felice, vescovo di Nocera (Ep. XXXVIII). Lettere più brevi vennero inviate anche a molti altri vescovi, tra cui una a Massimo e Severo, vescovi britannici, nella quale prescrisse che quei presbiteri che, già ordinati, avevano generato bambini, avrebbero dovuto essere allontanati dal sacro ufficio (Ep. XXXIX).

### La presa e il sacco di Roma
L'assedio e la presa di Roma da parte dei Visigoti di Alarico (408-410) avvenne durante il suo pontificato. Si trattò di un tragico avvenimento che derivava le sue profonde motivazioni dalla debolezza dell'impero, difeso ormai solo da saltuari e non coordinati interventi personali da parte di generali più o meno valorosi e retto da imperatori come Onorio che, dal suo rifugio ravennate, non si mostrò mai all'altezza della situazione ma anzi scaricò pavidamente la responsabilità della salvezza dello Stato sui senatori di Roma, che non potevano che offrire il pagamento di un inutile tributo. Quando, durante il primo assedio, il capo dei barbari aveva dichiarato che si sarebbe ritirato solamente a condizione che i romani gli avessero accordato una pace favorevole, un gruppo di senatori si recò da Onorio a Ravenna per tentare, se possibile, di negoziare la pace tra lui e i Visigoti. Anche papa Innocenzo si unì a questa ambasceria. Ma tutti i suoi tentativi di favorire la pace furono vani. I barbari ripresero allora l'assedio, e il 24 agosto del 410 penetrarono in Roma. Secondo Zosimo, i danni prodotti dalla peste e dalla carestia furono così tremendi, e l'aiuto divino sembrava così distante, che venne concesso il tacito assenso papale ad eseguire la tradizionale processione di senatori al Campidoglio proposta dal pagano Gabinio Barbaro Pompeiano.
Il papa e gli altri ambasciatori, comunque, non furono in grado di rientrare in città, che fu presa e saccheggiata. Tuttavia la caduta di Roma, narrata sia da Agostino di Ippona che da Girolamo, non segnò il declino dell'autorità pontificia, che anzi ne uscì più che onorevolmente. Sembra infatti verosimile che Alarico (ariano e dunque cristiano, anche se eretico) possa aver preso qualche accordo con il papa, se è vero che, come riferisce il Gregorovius sulla base di notizie d'epoca, «Alarico aveva dato ai suoi guerrieri piena libertà di saccheggio, ordinando tuttavia di risparmiare la vita degli abitanti e di rispettare le chiese e in particolare le basiliche dei due apostoli usate dai cristiani come luogo di rifugio.».

### La difesa di Giovanni Crisostomo
Anche i cristiani orientali richiesero un'azione energica da parte del papa. Giovanni Crisostomo, vescovo di Costantinopoli, che era perseguitato dall'Imperatrice Elia Eudossia e dal patriarca di Alessandria Teofilo, si mise sotto la protezione di Innocenzo, che era già stato informato da Teofilo della deposizione di Giovanni, seguita al cosiddetto Sinodo della Quercia (ad quercum), radunatosi nel 403 nei pressi di Calcedonia, in Anatolia. Ma il papa non riconobbe le conclusioni del sinodo, richiamò Teofilo ad un nuovo sinodo a Roma, confortò Giovanni, e scrisse una lettera al clero e al popolo di Costantinopoli nella quale stigmatizzava severamente la loro condotta nei confronti del vescovo. Ma in realtà né il popolo né il clero erano avversi a Giovanni, che infatti fu richiamato a furor di popolo e nuovamente esiliato in Armenia su pressione dell'imperatrice. Innocenzo manifestò l'intenzione di convocare a Tessalonica un sinodo generale, di fronte al quale la questione sarebbe stata dibattuta e decisa, e ne informò Onorio, Imperatore d'Occidente, che scrisse ripetutamente a suo fratello, l'Imperatore d'Oriente Arcadio, pregandolo di convocare i vescovi orientali al sinodo di Tessalonica, di fronte al quale sarebbe comparso Teofilo per rendere ragione delle sue posizioni. Ma Teofilo godeva del favore di Arcadio, ed i latori delle lettere furono mal ricevuti; il sinodo dunque non ebbe mai luogo, nonostante gli sforzi del papa e dell'imperatore d'Occidente. Innocenzo rimase comunque in contatto epistolare con Giovanni; quando quest'ultimo, dal suo luogo d'esilio, lo ringraziò per la sua sollecitudine, il papa rispose con un'altra lettera confortante, che il vescovo esiliato ricevette solamente poco prima della sua morte, avvenuta nel (407) (Epp. XI, XII). Innocenzo non riconobbe mai Arsazio di Tarso ed Attico, che erano stati elevati alla Sede di Costantinopoli al posto di Giovanni, illegalmente deposto.
Dopo la morte di Giovanni, Innocenzo volle che il nome del patriarca deceduto fosse riabilitato, ma ciò non avvenne fino alla morte di Teofilo (412), sebbene molti altri vescovi orientali avessero riconosciuto il torto fatto a Giovanni Crisostomo.

### Gli origenisti e il Pelagianesimo
L'autorità papale fu invocata da varie parti anche nelle controversie origeniste e pelagiane.
San Girolamo e le monache di Betlemme furono attaccati nei loro monasteri dai seguaci di Pelagio: un diacono fu ucciso, ed una parte degli edifici fu data alle fiamme. Giovanni, vescovo di Gerusalemme, che era in violento disaccordo con Girolamo a causa della controversia origenista, non faceva nulla per prevenire questi oltraggi. Tramite Aurelio, vescovo di Cartagine, Innocenzo inviò a San Girolamo una lettera di condoglianze nella quale lo informava che avrebbe utilizzato l'influenza della sede di Roma per reprimere tali crimini, e che se Girolamo gli avesse fornito i nomi dei colpevoli, avrebbe proceduto ulteriormente nella questione. Il papa allo stesso tempo scrisse una seria lettera di esortazione al vescovo di Gerusalemme in cui lo tacciava di negligenza nei suoi doveri pastorali. Innocenzo fu dunque costretto a prendere partito nella controversia pelagiana. Su proposta di Paolo Orosio, il sinodo di Gerusalemme portò la questione dell'ortodossia di Pelagio di fronte alla sede romana. Infatti, il sinodo dei vescovi orientali tenutosi a Diospolis nel dicembre 415, che era stato ingannato da Pelagio riguardo ai suoi insegnamenti reali e lo aveva quindi assolto, si propose ad Innocenzo in favore dell'eretico. Sulla base del rapporto di Orosio riguardo a quanto era accaduto a Diospolis, i vescovi africani riuniti nel 416 in un nuovo sinodo a Cartagine, confermarono la condanna che era stata già pronunciata nel 411 contro Celestio, che condivideva le idee di Pelagio. Altrettanto fecero i vescovi di Numidia al sinodo di Mileve. Entrambi i sinodi riportarono dunque le loro decisioni al papa e gli chiesero di confermarle. Poco dopo questi avvenimenti, cinque vescovi africani, fra cui Agostino d'Ippona, scrissero ad Innocenzo una lettera personale sulle loro posizioni riguardo alla questione pelagiana. Innocenzo nella sua risposta lodò i vescovi africani perché, consapevoli dell'autorità della Sede Apostolica, avevano fatto appello alla Cattedra di Pietro; rifiutò quindi gli insegnamenti di Pelagio e ratificò le decisioni prese dai sinodi africani (Epp. XXVII-XXXIII). rigettando le risultanze della riunione di Diospolis. Pelagio allora inviò una professione di fede ad Innocenzo, che, tuttavia, fu consegnata solamente al suo successore.
Innocenzo I morì a Roma il 12 marzo del 417, giorno in cui si festeggia la sua memoria, che fino agli inizi del Novecento era invece celebrata il 28 luglio. Secondo il Liber Pontificalis fu sepolto nella Catacomba di Ponziano sulla via Portuense, insieme al "padre" e predecessore Anastasio I.

## Culto
La sua memoria ricorre il 12 marzo.

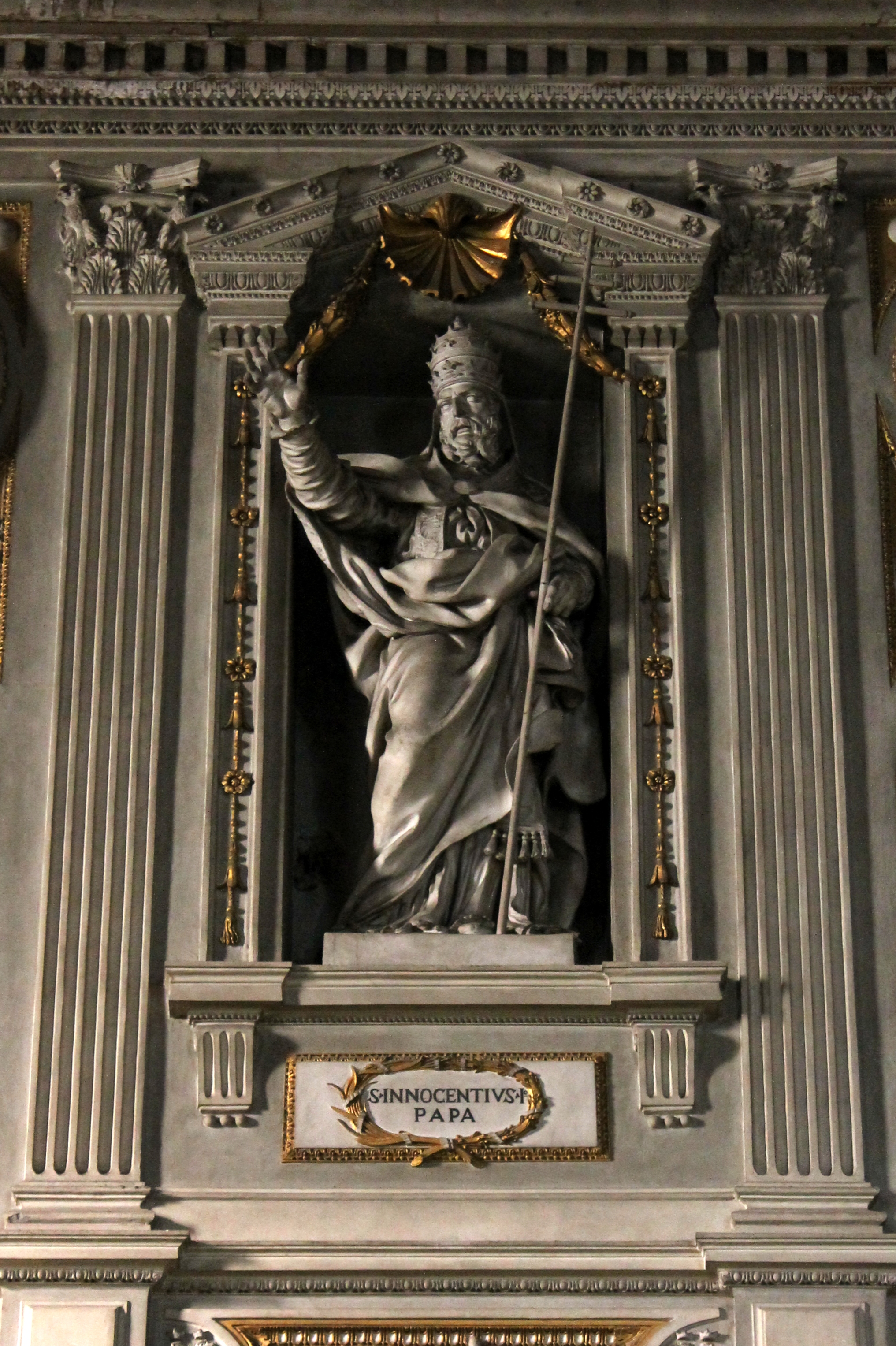
Statua di sant'Innocenzo I nella Basilica dei Santi Silvestro e Martino ai Monti

Le reliquie di Innocenzo potrebbero essere state traslate nella Basilica dei Santi Silvestro e Martino ai Monti, come risulta dal Diario Romano, edizione 1926. Secondo Vitichindo di Corvey, le sue reliquie assieme a quelle di papa Anastasio I, donate da papa Sergio II, furono traslate da Liudolfo di Sassonia nella neonata abbazia di Gandersheim nell'846.
Dal Martirologio Romano: